# Elecciones municipales de Chiclayo de 1993
Las elecciones municipales de Chiclayo de 1993 se llevaron a cabo el 29 de enero de 1993 para elegir al alcalde y al Concejo Provincial de Chiclayo para el periodo 1993-1995. La elección se celebró simultáneamente con elecciones municipales en todo el país.

## Sistema electoral
La Municipalidad Provincial de Chiclayo es el órgano administrativo y de gobierno de la provincia de Chiclayo. Está compuesta por el alcalde y el Concejo Provincial.
La votación del alcalde y el concejo se realiza en base al sufragio universal, que comprende a todos los ciudadanos nacionales mayores de dieciocho años, empadronados y residentes en la provincia de Chiclayo y en pleno goce de sus derechos políticos, así como a los ciudadanos no nacionales residentes y empadronados en la provincia de Chiclayo.
El Concejo Provincial de Chiclayo está compuesto por 19 regidores elegidos por sufragio directo para un período de tres (3) años, en forma conjunta con la elección del alcalde (quien lo preside) La votación es por lista cerrada y bloqueada. Se asigna a la lista ganadora los escaños según el método d'Hondt o la mitad más uno, lo que más le favorezca. Es elegido como alcalde el candidato que ocupe el primer lugar de la lista que haya obtenido la más alta votación.

## Composición del Concejo Provincial de Chiclayo
La siguiente tabla muestra la composición del Concejo Provincial de Chiclayo antes de las elecciones.
| Partidos | Partidos                | Regidores |
| -------- | ----------------------- | --------- |
|          | Frente Democrático      | 10        |
|          | Partido Aprista Peruano | 5         |
|          | Izquierda Unida         | 4         |

## Partidos y candidatos
A continuación se muestra una lista de los principales partidos y alianzas electorales que participaron en las elecciones:
| Candidatura | Candidatura | Partidos y alianzas | Candidatos | Candidatos                 | Ideología                                                  | Resultado previo | Resultado previo | Ref. |
| Candidatura | Candidatura | Partidos y alianzas | Candidatos | Candidatos                 | Ideología                                                  | Votos (%)        | Reg.             | Ref. |
| ----------- | ----------- | --- | ---------- | -------------------------- | ---------------------------------------------------------- | ---------------- | ---------------- | ---- |
|             | AP          | Lista - Acción Popular (AP) |            | Arturo Castillo Chirinos   | Humanismo Nacionalismo cívico Reformismo                   | 35.62%           | 7                |      |
|             | Libertad    | Lista - Movimiento Libertad (Libertad) |            | María Chirinos de Escudero | Liberalismo clásico Democracia liberal Republicanismo      | 35.62%           | 1                |      |
|             | PPC         | Lista - Partido Popular Cristiano (PPC) |            | Carlos Ortega Peña         | Democracia cristiana Conservadurismo Liberalismo económico | 35.62%           | 2                |      |
|             | APRA        | Lista - Partido Aprista Peruano (APRA) |            | Juan Salazar García        | Aprismo                                                    | 32.80%           | 5                |      |
|             | IU          | Lista - Izquierda Unida (IU) – Unión de Izquierda Revolucionaria (UNIR) – Partido Comunista Peruano (PCP) – Frente Obrero Campesino Estudiantil y Popular (FOCEP) |            | Warner Gómez del Castillo  | Marxismo-leninismo Mariateguismo Socialismo democrático    | 26.69%           | 4                |      |
|             | MDI         | Lista - Movimiento Democrático de Izquierda (MDI) |            | Nery Saldarriaga de Kroll  | Socialismo democrático                                     | Nuevo            | Nuevo            |      |

Otros candidatos
| Partidos y alianzas | Partidos y alianzas                                                           | Candidatos               |
| ------------------- | ----------------------------------------------------------------------------- | ------------------------ |
|                     | Lista Independiente N° 3 Frente Independiente Democrático                     | Samuel Collantes Coronel |
|                     | Lista Independiente N° 5 Frente Independiente Cristiano Libre Acción Nacional | Orison Villalobos Cieza  |
|                     | Lista Independiente N° 7 Nueva Imagen                                         | Carlos Baca Alcántara    |
|                     | Lista Independiente N° 9 Renovación Chiclayana                                | Guillermo García Coello  |
|                     | Lista Independiente N° 11 Justicia Social Cristiana                           | Walter Valera Pasapera   |
|                     | Lista Independiente N° 13 Nueva Ola Democrática                               | Jorge Bustíos Rodríguez  |

## Resultados

### Sumario general
|                        |                                                                               |              |              |              |           |           |
| Partidos y coaliciones | Partidos y coaliciones                                                        | Voto popular | Voto popular | Voto popular | Regidores | Regidores |
| Partidos y coaliciones | Partidos y coaliciones                                                        | Votos        | %            | ±pp          | Total     | +/−       |
|                        | Acción Popular (AP)                                                           | 98,733       | 53.51        | n/a          | 11        | +4        |
|                        | Partido Aprista Peruano (APRA)                                                | 68,817       | 37.30        | +4.50        | 8         | +3        |
|                        | Izquierda Unida (IU)                                                          | 5,161        | 2.80         | –23.89       | 0         | –4        |
|                        | Partido Popular Cristiano (PPC)                                               | 2,836        | 1.54         | n/a          | 0         | –2        |
|                        | Lista Independiente N° 7 Nueva Imagen                                         | 2,023        | 1.10         | n/a          | 0         | ±0        |
|                        | Lista Independiente N° 5 Frente Independiente Cristiano Libre Acción Nacional | 1,538        | 0.83         | n/a          | 0         | ±0        |
|                        | Movimiento Libertad (Libertad)                                                | 1,489        | 0.81         | n/a          | 0         | –1        |
|                        | Lista Independiente N° 3 Frente Independiente Democrático                     | 1,359        | 0.74         | n/a          | 0         | ±0        |
|                        | Lista Independiente N° 11 Justicia Social Cristiana                           | 1,102        | 0.60         | n/a          | 0         | ±0        |
|                        | Movimiento Democrático de Izquierda (MDI)                                     | 658          | 0.36         | n/a          | 0         | ±0        |
|                        | Lista Independiente N° 9 Renovación Chiclayana                                | 401          | 0.22         | n/a          | 0         | ±0        |
|                        | Lista Independiente N° 13 Nueva Ola Democrática                               | 390          | 0.21         | n/a          | 0         | ±0        |
|                        |                                                                               |              |              |              |           |           |
| Total                  | Total                                                                         | 184,507      |              |              | 19        | ±0        |
|                        |                                                                               |              |              |              |           |           |
| Votos válidos          | Votos válidos                                                                 | 184,507      | 100.00       | +10.11       |           |           |
| Votos en blanco        | Votos en blanco                                                               | 0            | 0.00         | –2.51        |           |           |
| Votos nulos            | Votos nulos                                                                   | 0            | 0.00         | –7.60        |           |           |
| Votos emitidos         | Votos emitidos                                                                | 184,507      | 58.66        | –14.02       |           |           |
| Abstenciones           | Abstenciones                                                                  | 130,049      | 41.34        | +14.02       |           |           |
| Votantes registrados   | Votantes registrados                                                          | 314,556      |              |              |           |           |
|                        |                                                                               |              |              |              |           |           |
| Fuente:                |                                                                               |              |              |              |           |           |

## Elecciones municipales distritales

### Resultados por distrito
La siguiente tabla enumera el control de los distritos de la provincia de Chiclayo. El cambio de mando de una organización política se resalta del color de ese partido.
| Distrito            | Alcalde(sa) titular     | Partido político | Partido político        | Alcalde(sa) electo(a)   | Partido político | Partido político          |
| ------------------- | ----------------------- | ---------------- | ----------------------- | ----------------------- | ---------------- | ------------------------- |
| Chongoyape          | Pedro Yupanqui Williams |                  | Partido Aprista Peruano | Pedro Yupanqui Williams |                  | Partido Aprista Peruano   |
| Eten                | Manuel Esqueche Ruiz    |                  | Frente Democrático      | Ruben Ramos Chumioque   |                  | Lista Independiente N° 3  |
| Eten Puerto         | Pedro Sánchez Chima     |                  | Partido Aprista Peruano | Pedro Sánchez Chima     |                  | Partido Aprista Peruano   |
| José Leonardo Ortiz | Willy Sánchez Vilchez   |                  | Frente Democrático      | Luis Gasco Bravo        |                  | Partido Aprista Peruano   |
| La Victoria         | Segundo Cerdán Guevara  |                  | Frente Democrático      | Luz Hernández Martínez  |                  | Acción Popular            |
| Lagunas             | Ruperto Valdez Tello    |                  | Partido Aprista Peruano | Ruperto Valdez Tello    |                  | Partido Aprista Peruano   |
| Monsefú             | Miguel Bartra Grosso    |                  | Frente Democrático      | Miguel Bartra Grosso    |                  | Acción Popular            |
| Nueva Arica         | Jaime Correa Castañeda  |                  | Izquierda Unida         | Jaime Correa Castañeda  |                  | Izquierda Unida           |
| Oyotún              | Adriano Cueva Cruzado   |                  | Partido Aprista Peruano | Julio Guerrero Guerrero |                  | Lista Independiente N° 3  |
| Picsi               | Víctor Niño Farro       |                  | Izquierda Unida         | Víctor Niño Farro       |                  | Lista Independiente N° 7  |
| Pimentel            | Enrique Thorne Ríos     |                  | Frente Democrático      | Enrique Thorne Ríos     |                  | Lista Independiente N° 13 |
| Reque               | David Chirinos Hurtado  |                  | Frente Democrático      | David Chirinos Hurtado  |                  | Acción Popular            |
| Santa Rosa          | Erland Rodas Díaz       |                  | Izquierda Unida         | Erland Rodas Díaz       |                  | Lista Independiente N° 5  |
| Saña                | Marco Hernández Briones |                  | Partido Aprista Peruano | Socorro Aquino Gasco    |                  | Acción Popular            |